# یامی گوتام
یامی گوتام (به انگلیسی: Yami Gautam؛ زادهٔ ۲۸ نوامبر ۱۹۸۸) بازیگر اهل هند است. وی از سال ۲۰۰۸ میلادی تاکنون مشغول فعالیت بوده‌است. او دختر کارگردان موکش گوتام است که کار خود را به عنوان مدل آغاز و در سریال‌های تلویزیونی از سال ۲۰۰۸ تا ۲۰۱۰ بازی کرد. پس از اولین حضورش در سینما با فیلم کانادایی «اولاسا اوتساها» در ۲۰۱۰، اولین فیلم هندی خود را با فیلم کمدی-درام ویکی دونر در ۲۰۱۲ اکران کرد که جایزه «زی سینه» را برای بهترین بازیگر زن تازه‌کارمیلادی برایش به ارمغان اورد.
گوتام، همسر آدیتیا دار، کارگردان هندی می‌باشد که پس از ازدواج نام خود را به یامی گوتام دار تغییر داد. وی بارها در فهرست 50 زن مطلوب تایمز قرار گرفته است. او در سال ۲۰۱۲ رتبه دوازدهم، در سال ۲۰۱۸ رتبه شانزدهم، درسال ۲۰۱۹ رتبه هشتم و در سال ۲۰۲۰ رتبه پانزدهم را کسب کرد. او علاوه بر حرفه بازیگری، یک چهره مشهور و برجسته برای برندها و محصولاتی از جمله Glow & Lovely ، Cornetto ، Chevrolet و Dollar Missy است. 

## فیلم‌شناسی
فهرست فیلم‌هایی که یامی گوتام در آنها به ایفای نقش پرداخته‌است:
| سال  | نام                 | کارگردان            |
| ۲۰۱۲ | بزن‌بهادر            | پرابو دوا           |
| ۲۰۱۲ | ویکی اهداکننده      | شوجیت سیرکار        |
| ۲۰۱۴ | آشفتگی مطلق         | ای. نیواس           |
| ۲۰۱۵ | شهر انتقام          | سریرام راغوان       |
| ۲۰۱۶ | اوه عزیزم           | دیویا خوسلا کومار   |
| ۲۰۱۶ | قابل                | سانجی گوپتا         |
| ۲۰۱۶ | جنونیت              | ویوک آگنیهوتری      |
| ۲۰۱۷ | سرکار ۳             | رام گوپال وارما     |
| ۲۰۱۸ | چراغ خاموش متر روشن | شری ناریان سینگ     |
| ۲۰۱۹ | اوری: حمله جراحی    | آدیتیا دار          |
| ۲۰۱۹ | بالا                | عمار کاوشیک         |
| ۲۰۲۰ | ازدواج گینی و سانی  | آونیش بارجاتیا      |
| ۲۰۲۱ | پلیس ارواح          | پاوان کیرپالانی     |
| ۲۰۲۲ | کلاس دهم            | توشار جالوتا        |
| ۲۰۲۲ | یک پنج‌شنبه          | بهزاد کامباتا       |
| ۲۰۲۳ | اوه خدای من ۲       | آمیت رای            |
| ۲۰۲۳ | گمشده               | آنیرودا روی چاودری  |
| ۲۰۲۳ | فرار دزدها          | آجای سینگ           |
| ۲۰۲۳ | ماده ۳۷۰            | آدیتیا سوهاس جمباله |
| ۲۰۲۵ | بلوا                | ریشاب سث            |
| ---- | ------------------- | ------------------- |